# Danny Carvajal
Dany Gabriel Carvajal Rodríguez (San Ramón, Alajuela, Costa Rica, 8 de enero de 1989) es un futbolista costarricense que juega de guardameta en el C.S Herediano de la Primera División de Costa Rica.
Ha desarrollado su carrera en tres clubes costarricenses, los cuales han sido el Brujas, con quien salió campeón en el Invierno de 2009, Asociación Deportiva San Carlos y el Deportivo Saprissa, saliendo ganador del Torneo de Copa 2013, los certámenes de Verano 2014 y los Inviernos 2014, 2015 y 2016 con este último. Su regularidad con el equipo tibaseño en el Verano 2015 lo impulsó a tener efectividad en el marco, obteniendo un 71%, y ganando el premio como el Mejor Portero de la Temporada 2014-15.
Con la selección de su país ha aparecido en las nóminas hacia distintas competiciones, se destaca la histórica participación en el Mundial Sub-20 de Egipto en 2009 al obtener el cuarto lugar, la Copa América 2011 y el torneo de la Copa de Oro de la Concacaf 2015 a nivel mayor. Además, fue convocado a varios microciclos en periodos distintos por entrenadores de la selección. Asimismo, se resalta su nómina hacia la Copa América Centenario. Debutó como internacional absoluto el 17 de enero de 2017, durante la edición de la Copa Centroamericana.

## Trayectoria

### Brujas F.C.
Dany Carvajal Rodríguez se formó deportivamente en el Deportivo Saprissa, posteriormente el equipo con el cual debutó oficialmente fue el Brujas FC, el 6 de diciembre de 2009, en un partido disputado entre su equipo contra Asociación Deportiva Ramonense, con el resultado empatado 0-0, pero salió como variante por Norberto Bonilla al minuto 55'. Al final de ese torneo, su club logró obtener el Campeonato de Invierno y clasificándose por primera vez a la Concacaf Liga Campeones.
Su debut en el torneo de la Concacaf se dio el 6 de agosto de 2010, en la vuelta de la serie preliminar entre Brujas contra Joe Public de Trinidad y Tobago, partido que finalizó 4-2 y 4-6 en el global, siendo su equipo eliminado de la competición. Durante todo el Torneo de Invierno 2010, Danny se mantuvo en el banquillo por 7 partidos, y en 1 pudo estar en la alineación titular frente a Limón, sin embargo, su club logró clasificarse a los cuartos de final, siendo eliminados por Cartaginés.
En el Campeonato de Verano 2011, Carvajal tuvo más oportunidades de ser titular, participando en 12 encuentros y en 4 quedó en la suplencia. Debido a los problemas económicos que arrastraba su club, y por el arresto de su principal patrocinador, Minor Vargas, la franquicia del Brujas fue vendida a Juan Luis Hernández Fuertes, por lo que varios futbolistas decidieron abandonar la institución, entre ellos Danny Carvajal.

### A.D. San Carlos

#### Temporada 2011-2012
Danny fue transferido como nuevo refuerzo de cara al Torneo de Invierno 2011 a San Carlos tras la situación del Brujas, y su primer partido con los sancarleños fue el 1 de agosto contra el Cartaginés, terminando empatados a un gol. Al final de la fase regular, estuvo en 13 partidos como titular, y 5 en el banquillo de suplentes.
Para el Verano 2012, participó en 21 encuentros.

#### Temporada 2012-2013
La situación de su club se vería complicada en el Invierno 2012, quedando de 12° lugar, en zona de descenso. Carvajal participó en 19 partidos y uno en banca.
El equipo sancarleño se complicó aún más en el Verano 2013 al quedarse sin preparador de porteros, y Danny sufrió una lesión en la primera fecha del campeonato, en el partido contra el Deportivo Saprissa disputado el 13 de enero, saliendo de cambio por Jorge Poltronieri al minuto 44' de la primera parte. No obstante, su club ganó el partido 1-2, jugando como visitante en el Ricardo Saprissa. Regresó a la acción el 10 de febrero en la derrota de su equipo 2-0 contra el Cartaginés. El 31 de marzo, en el partido entre San Carlos contra Puntarenas, Danny intervino de mala forma al balón, lo que provocó un gol en propia meta, perdiendo el juego 3-0. Tras este hecho, fue reemplazado para los siguientes partidos, quedando en el banquillo. El 28 de abril, el partido realizado en el Estadio Rosabal Cordero contra Herediano, su club oficialmente descendió a la Segunda División, tras perder 2-0. Estadísticamente, Danny participó en esta competición en 12 partidos como titular, y en 7 quedó en la suplencia, con un total de 1034 minutos jugados.

### Deportivo Saprissa

#### Temporada 2013-2014
Tras culminar el Torneo de Verano, el Deportivo Saprissa fichó a Danny Carvajal, quien había finalizado su contrato con San Carlos debido al descenso. Su primer partido fue en la ida de los octavos de final del Torneo de Copa 2013 el 7 de julio, contra Guanacasteca, en la victoria de su club 0-1. Posteriormente, no participó en la vuelta, sin embargo, su equipo clasificó a la siguiente ronda. En cuartos de final se enfrentaron a Uruguay de Coronado, sin Carvajal en la ida, pero en la vuelta participó 90 minutos. Para los siguientes encuentros, no estuvo en la alineación titular, pero su equipo logró avanzar hacia la final contra Carmelita, partido disputado el 4 de agosto, en el Estadio Nacional, el cual se tuvo que determinar al ganador por la vía de los penales tras el empate 0-0. El marcador acabó 4-2, ganando el equipo tibaseño, y Danny logró su primera copa.
Para el Torneo de Invierno 2013, Danny no fue tomado en cuenta por el entrenador Ronald González, debido a que sólo participó en un partido contra Belén y en 9 quedó en la suplencia. Sin embargo, su club llegó a semifinales pero no logró avanzar tras perder contra Alajuelense por la ventaja deportiva que éste poseía.
Al año siguiente, en el Verano 2014, las oportunidades de titularidad de Carvajal se disminuyeron, porque llegó a la institución morada el guardameta mexicano Luis Ernesto Michel, quién estuvo en condición de préstamo por el Guadalajara. Michel sufrió una lesión y Carvajal lo reemplazó al cierre de la fase regular y su club llegó de 1° lugar en la tabla, con la ventaja deportiva a su favor. En el partido de ida de semifinales, enfrentaron a la Universidad de Costa Rica y con Danny en la titularidad, el resultado fue 2-2. En la vuelta de esta serie, su club derrotó a los universitarios 2-0, llegando a la final. En los partidos de la final, Danny fue tomado en consideración por el cuerpo técnico, en la ida acabó 0-0 y en la vuelta 1-0, y su equipo ganó el título «30» y Danny obtuvo su segundo campeonato en su carrera.

#### Temporada 2014-2015
Danny volvió a la actividad deportiva tras haber finalizado el periodo de descanso, iniciando la fase de grupos contra Cariari por la Copa Popular 2014, partido que terminó 0-7 a favor de los morados. El Saprissa pasó esta fase con victorias ante el Santos y Limón. En semifinales, Carvajal defendió el marco tibaseño contra el Herediano, pero fue expulsado tras cometer una falta dentro del área, permitiendo así el empate definitivo 1-1. Su club pasó esta fase, tras eliminar a los florenses en penales. En la final salieron derrotados 3-2 contra el Cartaginés y con Carvajal en la banca, obteniendo el subcampeonato de la competición.

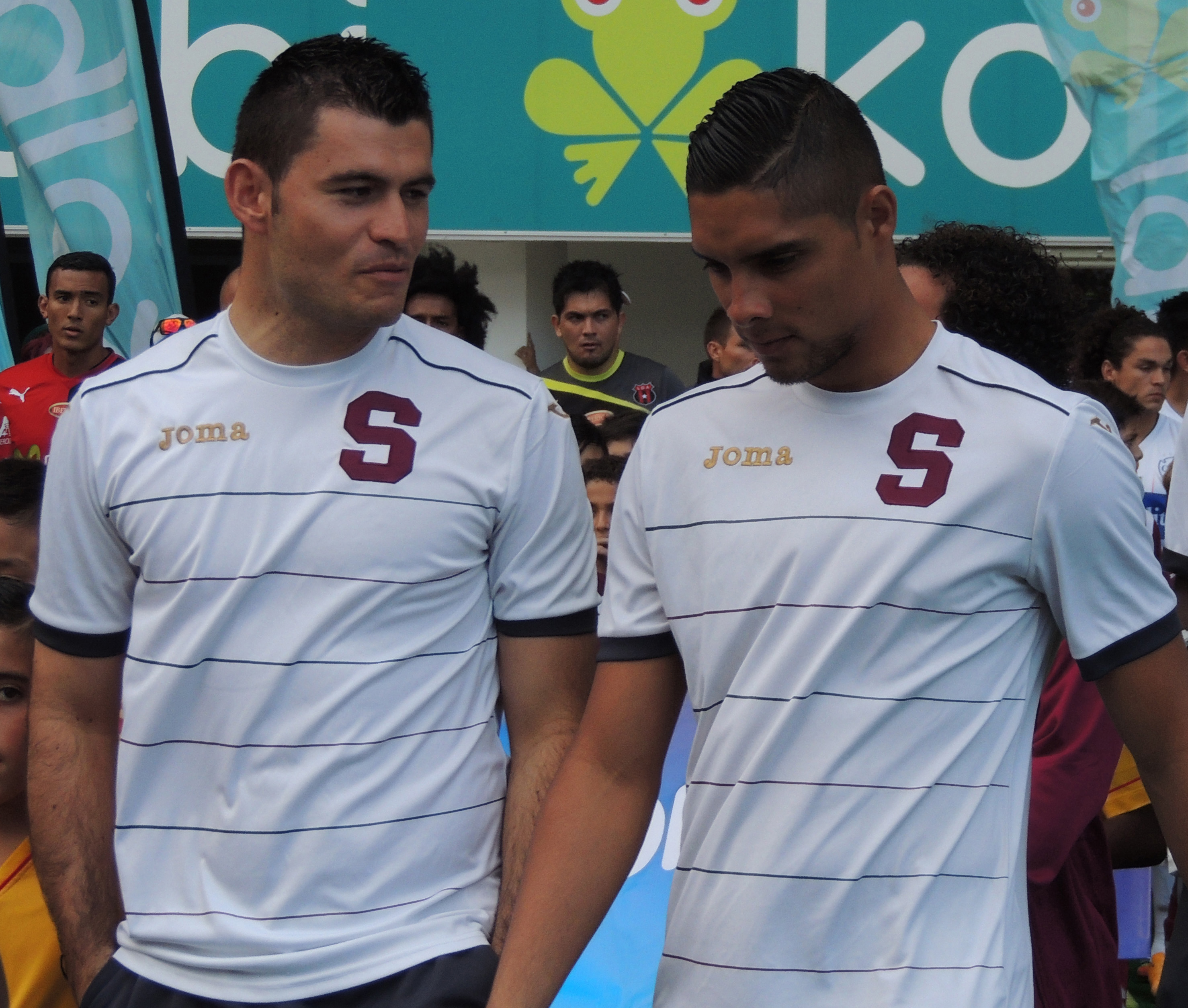
Carvajal y Kevin Briceño en los 90 Minutos por la Vida en 2015.

El Campeonato de Invierno 2014 dio inicio y Danny participó los 90 minutos en la primera jornada contra el debutante AS Puma, partido que finalizó 4-2. Regresó a la Concacaf Liga de Campeones el 7 de agosto, en el empate 1-1 entre su equipo contra el Real Estelí de Nicaragua. Luego se enfrentaron al Sporting Kansas City, jugando de visitante, en una acción Carvajal cometió nuevamente una falta dentro del área, por lo que fue amonestado y su club salió derrotado 3-1 en territorio estadounidense, lo que complicaba la clasificación a la siguiente ronda. En las siguientes jornadas, tras los constantes errores defensivos de Carvajal, fue criticado por muchos aficionados e incluso por los medios de comunicación, lo que provocó además la salida del entrenador Ronald González del banquillo y los cambios en la portería morada. En octubre, fue nombrado como director técnico Jeaustin Campos y su club pudo avanzar a los cuartos de final tras vencer 2-0 al Kansas. Al final de la fase regular del campeonato nacional, el Saprissa clasificó de 4° lugar a semifinales y Carvajal se ganó la confianza del entrenador para disputar las series. En el partido de ida, se enfrentó a Liga Deportiva Alajuelense, quienes habían llegado de 1° lugar, acabando el juego 1-0 con el gol de su compañero Heiner Mora al cierre del encuentro. El juego de vuelta realizado en el Estadio Morera Soto, Carvajal fue el protagonista de detener numerosas ocasiones del rival, y únicamente permitiendo un gol para el empate 1-1 y 2-1 en el global, clasificando por segunda ocasión a una final. En el partido de ida contra Herediano, su club ganó 4-2 y en la vuelta Danny volvió a mostrar su mejor nivel al detener un penal de Yendrick Ruiz, al final el resultado terminó 1-1 y 5-3 en el global, logrando el título «31» para la institución y el segundo consecutivo para Carvajal.
La situación para el guardameta ha cambiado positivamente para el Verano 2015, ya que se ha consolidado con seguridad y constancia. El 22 de febrero, en el clásico costarricense, Danny detuvo un penal a Álvaro Sánchez, lo que favoreció a su club en la victoria 0-2. Su equipo regresó a la Liga de Campeones contra el América, pero salieron derrotados 0-3 en el juego de ida, y en el de vuelta acabó 2-0, quedando eliminados de la competición. El 12 de abril, Carvajal volvió a detener un penal pero en esta ocasión fue a Ariel Rodríguez en el clásico contra Alajuelense, el resultado final fue 1-1. En la fase regular del campeonato, participó en 21 partidos y el Saprissa clasificó de 1° en la tabla. En las semifinales se enfrentaron a Alajuelense en el Estadio Morera Soto para el juego de ida, que finalizó con derrota 2-0. El partido de vuelta, su club logró la victoria 1-0, con gol de su compañero Deyver Vega, pero no se obtuvo el pase a la final por el marcador global 1-2. Carvajal participó en ambos encuentros. En todo el torneo de verano, Danny alcanzó un 71% de efectividad bajo el arco morado. El 28 de mayo, se llevó a cabo la entrega de los Premios FPD, y Danny recibió el galardón como el mejor portero de la temporada 2014/15.

#### Temporada 2015-2016
El Campeonato de Invierno 2015 se inauguró el 2 de agosto y su equipo enfrentó en condición de visitante a Belén; partido que finalizaría 0-2 con tantos de sus compañeros Deyver Vega y Ariel Rodríguez. Encajó sus primeros dos goles al recibirlos en la jornada 2 contra el Santos; encuentro que marcó el inicio de la gramilla natural del Estadio Ricardo Saprissa, el marcador terminó con empate a dos anotaciones. El 20 de agosto, se llevó a cabo el primer juego por la Concacaf Liga de Campeones, donde su equipo compartió el Grupo A con W Connection de Trinidad y Tobago y Santos Laguna de México. Frente a los trinitarios, Carvajal participó los 90 minutos en la victoria 4-0. Tres días después, su club enfrentó el partido por campeonato nacional ante Pérez Zeledón con una escuadra alternativa, por lo tanto, Danny fue reemplazado por Donny Grant. El 25 de agosto, se efectuó el juego ante los mexicanos, donde se obtuvo la segunda victoria consecutiva al ganar 2-1. Carvajal siguió mostrando regularidad en el marco. Sin embargo, el 16 de septiembre, el Saprissa atravesó la primera derrota por el torneo del área al perder con marcador de 2-1 frente a los trinitenses, lo que complicó fuertemente la clasificación hacia la segunda ronda de la competición. Además, repercutió en la salida del entrenador Jeaustin Campos y del asistente técnico José Giacone del banquillo tibaseño. Después se confirmó al exfutbolista Douglas Sequeira como el estratega interino. El 20 de octubre, en el Estadio Corona, Carvajal recibió seis anotaciones en la pérdida de 6-1 contra los mexicanos, por consiguiente, su equipo quedó eliminado de la Liga de Campeones. A pesar del triunfo 5-0 frente a Pérez Zeledón, su club cambió nuevamente de entrenador, nombrando esta vez a Carlos Watson. Al final de la fase regular del torneo local, el Saprissa entró de tercer lugar en la tabla de posiciones y avanzando a la siguiente etapa. En el encuentro de ida de las semifinales, enfrentaron de locales al Club Sport Herediano; el resultado finalizó 3-0 a favor de los morados. En la vuelta disputada en el Estadio Rosabal Cordero, marcada por la inseguridad de las barras de aficionados de ambos conjuntos, terminó con derrota 2-0, pero 3-2 en el global, por lo que su club clasificó a la otra fase. Al finalizar el primer tiempo, Carvajal fue impactado por un objeto foráneo proveniente de la gradería. El 20 de diciembre, se llevó a cabo el juego de ida de la final contra Liga Deportiva Alajuelense, y su compañero Francisco Calvo marcó un doblete para la victoria 2-0. Tres días después, se disputó el último partido en el Estadio Morera Soto, y su equipo volvió a ganar, con cifras de 1-2; el marcador global fue de 1-4 y de esta manera se obtuvo el título «32» en la historia de Saprissa y el cuarto en la cuenta personal de Danny. En total participó en 25 juegos del Torneo de Invierno, incluyendo los 4 de la fase final de ida y vuelta, con 2250 minutos de acción y encajó 22 goles. Por su parte, en la liga de la Concacaf, tuvo intervención por 4 encuentros, recibió 9 goles y 360 minutos de labor.
La jornada 1 del Torneo de Verano 2016 se efectuó el 17 de enero contra el conjunto de Belén, en el Estadio Ricardo Saprissa, con la responsabilidad de defender el título de campeón. Aunque su equipo empezó perdiendo desde el primer minuto del juego, logró remontar y ganar con marcador de 2-1, con goles de sus compañeros Daniel Colindres y David Ramírez; Carvajal participó los 90 minutos. A partir del 30 de enero, en el juego frente al Herediano en el Estadio Rosabal Cordero, el guardameta perdió la titularidad por el panameño Jaime Penedo, y esperó desde el banquillo por cuatro juegos más. Debido a que Penedo salió del país para presenciar el nacimiento de su hija, Danny recuperó su puesto en el clásico nacional frente a Alajuelense; en este partido encajó un gol para la derrota 1-0. Posteriormente tuvo numerosas intervenciones el 24 de febrero contra Limón, lo que favoreció a su conjunto en el triunfo 1-2 del Estadio Juan Gobán. De igual manera fue determinante en la última jornada de la primera ronda ante Liberia. Fue relegado a la suplencia durante cinco fechas consecutivas, y volvió en la jornada de reposición del 6 de abril contra Pérez Zeledón, debido a una rotación por parte del cuerpo técnico. Durante el desarrollo del juego, cometió una falta de penal y por consiguiente el gol del rival, lo que significó la pérdida de 2-1. Al término de la etapa regular de la competencia, su club alcanzó la segunda posición de la tabla, por lo que clasificó a la ronda eliminatoria. El futbolista apareció en 6 juegos como titular, en 15 ocasiones esperó desde el banquillo y encajó 6 anotaciones. El 30 de abril se efectuó la semifinal de ida en el Estadio Morera Soto ante Alajuelense; el guardameta quedó en la lista de suplentes y el marcador terminó en derrota de 2-0. El 4 de mayo, su equipo llegó a la vuelta con la responsabilidad de revertir lo ocurrido. No obstante, el resultado finalizó de nuevo en derrota, siendo esta vez con cifras de 1-3, sumado a esto que el global fue de 1-5. Con lo obtenido en la serie, su club perdió la posibilidad de revalidar el título tras quedar eliminados.

#### Temporada 2016-2017
En la primera fecha del Campeonato de Invierno 2016, su equipo hizo frente al recién ascendido San Carlos, el 16 de julio en el Estadio Nacional. Sus compañeros Ulises Segura, David Guzmán y Rolando Blackburn anotaron, pero Carvajal encajó tres goles en el empate definitivo de 3-3. El 24 de julio, en la tercera jornada contra Carmelita, en el Estadio Ricardo Saprissa, el guardameta tuvo buenas intervenciones de los ataques del rival, manteniendo su valla invicta. Al minuto 76' salió de cambio por el debutante juvenil Mario Sequeira, y el conjunto morado fue el vencedor con goleada de 4-0. Danny acumuló un total de 549 minutos sin recibir ninguna anotación, en siete juegos consecutivos, colocándose como el cuarto mejor guardameta de la institución. Sin embargo, perdió su racha en el clásico costarricense ante Alajuelense, partido en el cual su club salió victorioso con marcador de 1-2. El 18 de agosto se inauguró la Concacaf Liga de Campeones donde su equipo, en condición de local, tuvo como adversario al Dragón de El Salvador. El guardameta fue titular, tuvo un partido relativamente tranquilo en la zona defensiva y el resultado culminó con marcador abultado de 6-0. El 25 de agosto se desarrolló la segunda fecha de la competencia continental, de nuevo contra los salvadoreños, pero de visitante en el Estadio Cuscatlán. Tras los desaciertos de sus compañeros en acciones claras de gol, el resultado de 0-0 se vio reflejado al término de los 90 minutos. La tercera jornada del torneo del área se llevó a cabo el 14 de septiembre, en el Estadio Ricardo Saprissa contra el Portland Timbers de Estados Unidos. A pesar de que su club inició perdiendo desde el minuto 4', logró sobreponerse a la situación tras desplegar un sistema ofensivo. Los goles de sus compañeros Fabrizio Ronchetti y el doblete de Marvin Angulo, sumado a la anotación en propia del futbolista rival Jermaine Taylor, fueron suficientes para el triunfo de 4-2. El 19 de octubre se tramitó el último encuentro de la fase de grupos, por segunda vez ante los estadounidenses, en el Providence Park de Portland, Oregón. El guardameta realizó una de las intervenciones más brillantes de su carrera, al atajar dos disparos a bocajarro en momentos distintos del juego. A pesar de las situaciones, encajó un tanto, recibió tarjeta amarilla al minuto 88', y el empate de 1-1 clasificó a su equipo a la ronda eliminatoria de la competición. En el vigésimo segundo partido de la primera fase de la liga nacional, su conjunto enfrentó a Liberia en el Estadio Ricardo Saprissa. El marcador de 3-1 aseguró el liderato para su grupo con 49 puntos, y además un cupo para la cuadrangular final. El 15 de diciembre su equipo venció 2-0 al Herediano, para obtener el primer lugar de la última etapa del certamen y así proclamarse campeón automáticamente. Con esto, los morados alcanzaron la estrella número «33» en su historia y Carvajal logró el quinto título de liga en su carrera. Estadísticamente, contabilizó 28 apariciones para un total de 2628 minutos disputados.
Para el inicio del Campeonato de Verano 2017 que se llevó a cabo el 8 de enero, el equipo saprissista tuvo la visita al Estadio Carlos Ugalde, donde enfrentó a San Carlos. Por su parte, Danny Carvajal no fue tomado en consideración para este juego, ya que tuvo deberes internacionales con su selección, mientras que el marcador fue con derrota de 1-0. Debutó oficialmente el 25 de enero, en la jornada 5 contra Limón. Los goles de sus compañeros Fabrizio Ronchetti y Jaikel Medina valieron para la victoria de 2-1. La reanudación de la Liga de Campeones de la Concacaf, en la etapa de ida de los cuartos de final, tuvo lugar el 21 de febrero, fecha en la que su club recibió al Pachuca de México en el Estadio Ricardo Saprissa. El cancerbero fue titular los 90 minutos y el trámite del encuentro se consumió en empate sin anotaciones. El 28 de febrero fue el partido de vuelta del torneo continental, en el Estadio Hidalgo. Al minuto 79', Danny cometió un error en salida que fue aprovechado por el mexicano Hirving Lozano, para el gol de los Tuzos en las cifras finales de 4-0. El 12 de abril, en el áspero partido contra Pérez Zeledón en el Estadio Ricardo Saprissa, su club estuvo por debajo en el marcador por el gol del adversario en tan solo cuatro minutos después de haber iniciado el segundo tiempo. El bloque defensivo de los generaleños le cerró los espacios a los morados para desplegar el sistema ofensivo del entrenador Carlos Watson, pero al minuto 85', su compañero Daniel Colindres brindó un pase filtrado al uruguayo Fabrizio Ronchetti para que este definiera con un remate de pierna izquierda. Poco antes de finalizada la etapa complementaria, el defensor Dave Myrie hizo el gol de la victoria 2-1. Con este resultado, los saprissistas aseguraron el liderato del torneo a falta de un compromiso de la fase de clasificación. A causa de la derrota 1-2 de local ante el Santos de Guápiles, su equipo alcanzó el tercer puesto de la cuadrangular y por lo tanto quedó instaurado en la última instancia al no haber obtenido nuevamente el primer sitio. El 17 de mayo se desarrolló el juego de ida de la final contra el Herediano, en el Estadio Rosabal Cordero. Carvajal encajó tres goles en la pérdida de 3-0. En el partido de vuelta del 21 de mayo en el Estadio Ricardo Saprissa, los acontecimientos que liquidaron el torneo fueron de fracaso con números de 0-2 a favor de los oponentes, y un agregado de 0-5 en la serie global. En la ceremonia que premió a su club como subcampeón, el portero confirmó la no continuidad como saprissista para la siguiente temporada.

### Albacete Balompié

#### Temporada 2017-2018
El 29 de junio de 2017, se hizo oficial el fichaje de Danny Carvajal en el Albacete Balompié, equipo recién ascendido a la Segunda División de España. El 7 de septiembre debutó con el club en la competición de la Copa del Rey contra el C.A Osasuna en el que recibió tres anotaciones por la derrota 3-2. El 24 de septiembre debutó en la segunda división española contra el Real Oviedo, recibiendo una anotación por la victoria 2-1.

### Tokushima Vortis
El 16 de enero de 2018 fue cedido a préstamo al Tokushima Vortis. El 4 de marzo debutó en la J2 League contra el Roasso Kumamoto en el que protagonizó la tapada de un penal, a pesar de ser derrotados en el marcador por 2-1.

### Mito HollyHock
El 1 de agosto de 2018 fue fichado por el Mito HollyHock por un contrato de seis meses.

### FC Ryukyu
El 5 de enero de 2019 fue fichado por el FC Ryukyu. El 24 de febrero debutó contra el Avispa Fukuoka en el que obtuvo la victoria por 3-1.
El 2 de enero de 2023 renovó su contrato por un año más, pese a que el FC Ryukyu descendió de categoría a la J3 League.

### A.D. San Carlos
En noviembre de 2023 volvió a la Asociación Deportiva San Carlos de Costa Rica y fue portero del club durante el año 2024.

### C.S Herediano
El 3 de enero de 2025 fue fichado por el Club Sport Herediano. 

## Selección nacional

### Categorías inferiores

#### Mundial Sub-20 2009
El 9 de septiembre de 2009 se realizó la convocatoria oficial por parte del entrenador de la selección sub-20 Ronald González y Carvajal logró aparecer en esta nómina. El 27 de septiembre fue el primer partido ante la selección de Brasil, en el Estadio de Port Said. Su conjunto perdió con cifras de goleada 5-0. Tres días después se realizó el segundo encuentro contra Australia, en el mismo escenario deportivo. En esta oportunidad, la victoria de 0-3 fue para su equipo. Para el juego del 3 de octubre frente a República Checa, los costarricenses sufrieron una derrota de 2-3. Los resultados obtenidos en la primera fase, le permitieron a su país clasificar a la siguiente ronda como mejor tercero del grupo E. Los octavos de final se llevaron a cabo el 6 de octubre ante el anfitrión Egipto. Los Ticos salieron gananciosos con marcador de 0-2. El 10 de octubre fue el cotejo frente a Emiratos Árabes Unidos por los cuartos de final. Adicionalmente, cerca de acabar el tiempo suplementario, su compañero Marco Ureña concretó la anotación del triunfo histórico de 1-2, y de esta manera avanzando a las últimas etapas. Tres días después fue la semifinal nuevamente contra Brasil, en el Estadio Internacional de El Cairo, donde su país perdió 1-0. El 16 de octubre se dio la definición por el tercer lugar ante Hungría, en la que la igualdad de 1-1 llevó la serie hasta los penales, en los cuales sus compañeros no pudieron materializar los goles, saliendo derrotados con cifras de 2-0 y con el cuarto puesto de la competición.
| Mundial                     | Sede   | Resultado    |
| --------------------------- | ------ | ------------ |
| Copa Mundial Sub-20 de 2009 | Egipto | Cuarto lugar |

En septiembre de 2011, Danny Carvajal apareció en las eliminatorias para el Preolímpico de Concacaf del año siguiente. Debutó en el cotejo del 21 de septiembre contra Nicaragua, en el Estadio Francisco Morazán de Honduras; el portero fue suplente de Leonel Moreira en la victoria de su país 4-0. Dos días después, en el mismo escenario deportivo, su selección tuvo un empate de 2-2 ante los hondureños. Según los resultados obtenidos en esta ronda, su equipo quedó ubicado en la segunda posición del grupo B, en zona de repechaje.

### Selección absoluta

#### Copa América 2011
El 2 de julio de 2011 se inauguró la Copa América para su selección, la cual se desarrolló en la Argentina. El primer compromiso tuvo como escenario deportivo el Estadio 23 de Agosto contra Colombia. El guardameta fue suplente y el marcador finalizó en derrota de 1-0. Cinco días después no fue tomado en cuenta en la victoria de 0-2 sobre Bolivia. No obstante, la pérdida de 3-0 ante el anfitrión Argentina, eliminó a su conjunto en fase de grupos, con 3 puntos. Carvajal no tuvo acción en el torneo, por las decisiones del entrenador Ricardo La Volpe al colocar el arquero Leonel Moreira como el titular.
| Copa              | Sede      | Resultado      |
| ----------------- | --------- | -------------- |
| Copa América 2011 | Argentina | Fase de grupos |

El 22 de mayo de 2015, el director técnico de la selección nacional Paulo Wanchope, realizó la convocatoria oficial de los futbolistas que estarán presentes en los amistosos ante Colombia y España, y Danny fue incluido en esa lista, por encima del guardameta de Liga Deportiva Alajuelense Patrick Pemberton. En ambos encuentros, disputados el 6 y 11 de junio, el guardameta quedó en la suplencia en las derrotas 1-0 y 2-1, respectivamente. El último juego de preparación se dio el 27 de junio, contra la selección mexicana en el Estadio Citrus Bowl, Carvajal quedó nuevamente en el banquillo; el resultado quedó igualado con cifras de 2-2.

#### Copa de Oro 2015
El 8 de julio de 2015, dio inicio la competición regional, y el jugador quedó en la suplencia en el empate 2-2 entre su selección frente a Jamaica. Los siguientes dos encuentros se disputaron contra El Salvador y Canadá y ambos terminaron sin ganador por los marcadores de 1-1 y 0-0. Con estos resultados, la Sele avanzó a los cuartos de final del torneo tras acabar de segundo lugar en la tabla. El último juego fue el 19 de julio, en el MetLife Stadium de Nueva Jersey, donde su selección enfrentó a México por esta etapa. Cerca de acabar el segundo tiempo extra, se señaló un penal inexistente a favor de los mexicanos, y el futbolista Andrés Guardado marcó la única anotación del juego, lo que significó la eliminación de Costa Rica.
| Copa             | Sede                    | Resultado        |
| ---------------- | ----------------------- | ---------------- |
| Copa de Oro 2015 | Estados Unidos · Canadá | Cuartos de final |

#### Copa América Centenario
Debido a la lesión del guardameta Keylor Navas, el entrenador de la selección costarricense Óscar Ramírez, decidió llamar a Carvajal para hacer frente a la Copa América Centenario, la cual se llevará a cabo en territorio estadounidense. El 4 de junio dio inicio la competencia para la Tricolor, en el Estadio Citrus Bowl de Orlando, Florida contra Paraguay. El futbolista permaneció en la suplencia y el empate sin goles permaneció hasta el final del encuentro. Tres días después, su país tuvo la peor derrota en el Soldier Field de Chicago; el cotejo se realizó contra los Estados Unidos y los errores en la zona defensiva pesaron para que el marcador terminara 4-0. El 11 de junio se desarrolló el último juego de la fase de grupos, en el que su selección hizo frente a Colombia en el Estadio NRG de Houston; su compañero Johan Venegas marcó el primer gol de la competencia para los costarricenses al minuto 1', pero poco después los colombianos empataron las cifras en el marcador. Más tarde, Venegas provocó la anotación en propia meta de Frank Fabra y, en el segundo tiempo, Celso Borges amplió para el 1-3. Sin embargo, su rival descontó y el resultado final fue de victoria 2-3. Con esto, los Ticos se ubicaron en el tercer puesto con 4 puntos, quedando eliminados. Danny Carvajal no tuvo ningún minuto de acción.
| Copa                    | Sede           | Resultado      |
| ----------------------- | -------------- | -------------- |
| Copa América Centenario | Estados Unidos | Fase de grupos |

El 3 de septiembre de 2016, debido a la acumulación de tarjetas amarillas del guardameta Patrick Pemberton en el juego eliminatorio ante Haití, el entrenador de la selección costarricense Óscar Ramírez convocó de último momento a Danny para afrontar la jornada final de la cuadrangular. Tres días después se llevó a cabo el cotejo en el Estadio Nacional contra Panamá. Carvajal quedó en la suplencia y su país ganó con cifras de 3-1.

#### Copa Centroamericana 2017
El 2 de enero de 2017 se llevó a cabo la convocatoria de los futbolistas para la decimocuarta edición de la Copa Centroamericana, la cual tomó lugar en territorio panameño. El guardameta fue incluido en la lista. El 13 de enero comenzó el torneo regional donde su selección, en el Estadio Rommel Fernández, enfrentó al conjunto de El Salvador. Danny quedó en el banquillo y el empate sin anotaciones definió el marcador final. Para el compromiso de dos días después, en el mismo escenario deportivo, contra la escuadra de Belice, Carvajal volvió a ser suplente y el resultado fue de victoria 0-3. Debutó como internacional absoluto el 17 de enero, durante el juego frente a Nicaragua. En esa oportunidad apareció como titular con la dorsal «1» y mantuvo la valla invicta, pero la igualdad de 0-0 se repitió. Tres días posteriores se efectuó el clásico del área frente a Honduras, en el cual Danny aguardó como reemplazo y el encuentro finiquitó balanceado a un gol. El único revés de su nación fue el 22 de enero, por la última jornada, contra el anfitrión Panamá. El marcador de 1-0 confirmó el cuarto lugar de los costarricenses, además de un cupo directo para la Copa Oro de la Concacaf en ese mismo año.
| Copa                      | Sede   | Resultado    |
| ------------------------- | ------ | ------------ |
| Copa Centroamericana 2017 | Panamá | Cuarto lugar |

El 17 de marzo de 2017, el estratega Óscar Ramírez realizó la nómina de jugadores para la reanudación de la Eliminatoria Mundialista de Concacaf. El cancerbero fue tomado en cuenta. El 24 de marzo fue el primer compromiso ante México en el Estadio Azteca. El tanto tempranero del rival al minuto 6' y el gol al cierre de la etapa inicial fueron fulminantes en el marcador definitivo con derrota de 2-0. Con este resultado, su nación sufrió el primer revés de la competencia cuya valla invicta acabó en 186 minutos. La segunda visita de esta fecha FIFA se desarrolló cuatro días después contra Honduras en el Estadio Francisco Morazán. El cotejo se caracterizó por el clima caluroso de la ciudad de San Pedro Sula, ya que el cotejo fue en horas de la tarde, también del controversial arbitraje del salvadoreño Joel Aguilar al no sancionar acciones de penal a ambas escuadras. La situación de su conjunto se volvió un poco áspera por el gol transitorio del contrincante al minuto 35'. Con el reacomodo en la zona de centrocampistas, su selección tuvo más control del balón y al minuto 68' su compañero Christian Bolaños, quien había entrado de relevo, ejecutó un tiro de esquina que llegó a la cabeza de Kendall Waston, el cual aprovechó su altura para conseguir la anotación que terminó siendo el empate.
El siguiente llamado del estratega para conformar el conjunto Tricolor se dio el 26 de mayo de 2017, correspondiente a disputar los dos partidos consecutivos como local en el Estadio Nacional por la eliminatoria mundialista. Carvajal apareció en la lista. El primer encuentro tuvo lugar contra Panamá el 8 de junio, donde sus compañeros fueron los que tuvieron mayores oportunidades de anotar en los minutos iniciales. A causa de la expulsión del defensor Giancarlo González en el segundo tiempo, su equipo se vio obligado a variar el sistema y los rivales asumieron el rol en la ofensiva. Sin embargo, tras situaciones apremiantes de ambas naciones, el resultado empatado sin goles prevaleció al término de los 90 minutos. Con esto su país acabó con la racha de diez juegos sin ceder puntos como local en estas instancias. Además, los panameños puntuaron después de veintinueve años de no hacerlo en territorio costarricense. En el compromiso del 13 de junio frente a Trinidad y Tobago, el defensa Francisco Calvo aprovechó un centro de Joel Campbell para colocar, mediante un cabezazo dentro del área, la ventaja momentánea de 1-0 en tan solo 48 segundos de iniciado el juego. Las circunstancias se volvieron ríspidas por la respuesta del adversario, provocando la igualdad en las cifras, pero el tanto de Bryan Ruiz al minuto 44' solidificó el resultado de 2-1 para su nación, el cual fue cuidado de manera sagaz durante todo el segundo tiempo. Estadísticamente, Danny no vio acción al quedar en el banquillo en los dos cotejos.

#### Copa de Oro 2017
El guardameta fue incluido, el 16 de junio de 2017, en la lista oficial del director técnico Óscar Ramírez para la realización de la Copa de Oro de la Concacaf que tuvo lugar en Estados Unidos. El 7 de julio se disputó el primer encuentro del certamen en el Red Bull Arena de Nueva Jersey, lugar donde se efectuó el clásico centroamericano contra Honduras. Danny Carvajal permaneció en la suplencia y, por otra parte, su compañero Rodney Wallace brindó una asistencia a Marco Ureña al minuto 38', quien concretó el único gol de su nación para la victoria ajustada de 0-1. Cuatro días posteriores se dio el segundo cotejo ante Canadá en el BBVA Compass Stadium, escenario en el cual prevaleció la igualdad a un tanto. El 14 de julio debutó en la competencia frente a Guayana Francesa en el Estadio Toyota de Frisco, Texas. El cancerbero fue titular los 90 minutos, mantuvo su valla invicta y los Ticos se impusieron 3-0 para asegurar un lugar a la siguiente ronda como líderes del grupo A con siete puntos. Su selección abrió la jornada de los cuartos de final el 19 de julio en el Lincoln Financial Field de Philadelphia, Pennsylvania, contra Panamá. Un testarazo del rival Aníbal Godoy mediante un centro de David Guzmán, al minuto 76', provocó la anotación en propia puerta de los panameños, lo que favoreció a su combinado en la clasificación a la otra instancia por el marcador de 1-0. La participación de su escuadra concluyó el 22 de julio en el AT&T Stadium, con la única pérdida en semifinales de 0-2 ante Estados Unidos.
| Copa             | Sede           | Resultado   |
| ---------------- | -------------- | ----------- |
| Copa de Oro 2017 | Estados Unidos | Semifinales |

De nuevo en periodo de fogueos internacionales, el 3 de noviembre de 2017 entró en la convocatoria para los dos partidos en el continente europeo. El 11 de noviembre completó la totalidad de los minutos contra España en el Estadio La Rosaleda de Málaga, donde las cifras de goleada 5-0 favorecieron a los adversarios. Tres días después vio desde la suplencia la nueva pérdida, esta vez por 1-0 ante Hungría.

## Estadísticas

### Clubes
Actualizado al último partido jugado el 25 de noviembre de 2023.
| Brujas F. C. · Costa Rica       | 1.            | 2009-10       | 1   | -1   | — | —  | —  | —   | 1   | -1   |
| Brujas F. C. · Costa Rica       | 1.            | 2010-11       | 13  | -26  | — | —  | 1  | -4  | 14  | -30  |
| Brujas F. C. · Costa Rica       | Total club    | Total club    | 14  | -26  | 0 | -0 | 1  | -4  | 15  | -30  |
| A. D. San Carlos · Costa Rica   | 1.            | 2011-12       | 32  | -42  | — | —  | —  | —   | 32  | -42  |
| A. D. San Carlos · Costa Rica   | 1.            | 2012-13       | 31  | -51  | — | —  | —  | —   | 31  | -51  |
| A. D. San Carlos · Costa Rica   | Total club    | Total club    | 63  | -93  | 0 | -0 | 0  | -0  | 63  | -93  |
| Deportivo Saprissa · Costa Rica | 1.            | 2013-14       | 8   | -6   | 2 | -1 | —  | —   | 10  | -7   |
| Deportivo Saprissa · Costa Rica | 1.            | 2014-15       | 36  | -37  | 2 | -0 | 5  | -9  | 43  | -46  |
| Deportivo Saprissa · Costa Rica | 1.            | 2015-16       | 31  | -28  | — | —  | 4  | -9  | 35  | -37  |
| Deportivo Saprissa · Costa Rica | 1.            | 2016-17       | 49  | -52  | — | —  | 6  | -7  | 55  | -59  |
| Deportivo Saprissa · Costa Rica | Total club    | Total club    | 124 | -123 | 4 | -1 | 15 | -25 | 143 | -149 |
| Albacete Balompié · España      | 2.            | 2017-18       | 2   | -6   | 1 | -3 | —  | —   | 3   | -9   |
| Albacete Balompié · España      | Total club    | Total club    | 2   | -6   | 1 | -3 | 0  | 0   | 3   | -9   |
| Tokushima Vortis Japón          | 2.            | 2017-18       | 7   | -9   | 1 | -0 | —  | —   | 8   | -9   |
| Tokushima Vortis Japón          | Total club    | Total club    | 7   | -9   | 1 | -0 | 0  | -0  | 8   | -9   |
| Mito HollyHock Japón            | 2.            | 2017-18       | 0   | -0   | — | —  | —  | —   | 0   | -0   |
| Mito HollyHock Japón            | Total club    | Total club    | 0   | -0   | 0 | -0 | 0  | -0  | 0   | -0   |
| FC Ryukyu Japón                 | 2.            | 2018-19       | 30  | -48  | — | —  | —  | —   | 30  | -48  |
| FC Ryukyu Japón                 | 2.            | 2019-20       | 28  | -44  | — | —  | —  | —   | 28  | -44  |
| FC Ryukyu Japón                 | 2.            | 2020-21       | 0   | -0   | — | —  | —  | —   | 0   | -0   |
| FC Ryukyu Japón                 | 2.            | 2021-22       | 19  | -24  | — | —  | —  | —   | 19  | -24  |
| FC Ryukyu Japón                 | 3.            | 2022-23       | 17  | -28  | 1 | -1 | —  | —   | 18  | -29  |
| FC Ryukyu Japón                 | Total club    | Total club    | 94  | -144 | 1 | -1 | 0  | -0  | 95  | -145 |
| A. D. San Carlos · Costa Rica   | 1.            | 2023-24       | 0   | -0   | — | —  | —  | —   | 0   | -0   |
| A. D. San Carlos · Costa Rica   | Total club    | Total club    | 0   | -0   | 0 | -0 | 0  | -0  | 0   | -0   |
| Total carrera                   | Total carrera | Total carrera | 304 | -401 | 7 | -5 | 16 | -29 | 327 | -435 |
| 1. 2. Fuente:Transfermarkt      |               |               |     |      |   |    |    |     |     |      |

## Palmarés

### Títulos nacionales
| Título                         | Club               | País       | Año  |
| ------------------------------ | ------------------ | ---------- | ---- |
| Primera División de Costa Rica | Brujas F.C.        | Costa Rica | 2009 |
| Torneo de Copa de Costa Rica   | Deportivo Saprissa | Costa Rica | 2013 |
| Primera División de Costa Rica | Deportivo Saprissa | Costa Rica | 2014 |
| Primera División de Costa Rica | Deportivo Saprissa | Costa Rica | 2014 |
| Primera División de Costa Rica | Deportivo Saprissa | Costa Rica | 2015 |
| Primera División de Costa Rica | Deportivo Saprissa | Costa Rica | 2016 |
| Primera División de Costa Rica | C. S. Herediano    | Costa Rica | 2025 |

### Distinciones individuales
| Distinción                                                                      | Año  |
| ------------------------------------------------------------------------------- | ---- |
| Mejor Portero de la Temporada 2014-15 de la Liga FPD                            | 2015 |
| Mejor Portero del Campeonato de Invierno 2016                                   | 2017 |
| Mejor portero de la Primera División de Costa Rica del del Torneo Clausura 2025 | 2025 |